# Claude Mangot de Villeran et Villarceau
Claude Mangot de Villeran et Villarceau (Parigi, 1556 – Parigi, 1624) è stato un politico e nobile francese.

## Biografia
Discendente da una stimata famiglia di parlamentari di Loudunois, era figlio di Claude Mangot (1520-1593), un avvocato del parlamento di Parigi, nobilitato con lettere patenti del settembre del 1555 nonché ambasciatore personale della duchessa di Longueville a Neuchâtel dal 1592 al 1593, e di sua moglie  Geneviève Sevin, signora di Villeran, Dreville, Orgères e Moulin.
Claude Mangot iniziò la sua carriera in Parlamento dove  entrò come consigliere il 20 maggio 1588 e fu assegnato alle Richieste di Palazzo. Prestò giuramento come membro del parlamento il 26 gennaio dell'anno successivo. Il 4 dicembre 1589 fu assegnato al parlamento reale di Tours, e divenne Maestro delle Richieste il 1º febbraio 1600. Il 9 aprile 1607 fu nominato procuratore generale della camera di giustizia istituita appositamente per giudicare le malversazioni dei finanzieri del regno. Il 17 aprile 1614 fu incaricato di indagare nell'ambito del processo a Philippe de Gondi, venendo poi incaricato di riportare la pace nella provincia del Poitou. Sempre nel 1614 divenne consigliere di stato. Il 25 gennaio 1616 fu nominato primo presidente del parlamento di Bordeaux, carica che non esercitò e che vendette dal gennaio del 1617.
Protetto di Concino Concini, fu nominato il 9 agosto 1616 nel ruolo di segretario di stato per la guerra e per gli affari esteri. In tale ruolo negoziò la separazione del duca di Nevers dai principi della Lega e la questione della città di Péronne, che il duca di Longueville aveva sequestrato. Durante la riorganizzazione del concilio del 25 novembre 1616, in quanto fedele a Concini, venne nominato guardasigilli al posto di Guillaume du Vair che si dimise, mentre Richelieu riprese le sue funzioni di Consigliere di Stato. Con la caduta del Concini, pilotata da Luigi XIII, il 24 aprile 1617, venne rimosso dal suo incarico ed il re vi insediò nuovamente du Vair.
Caduto in disgrazia, Mangot venne imprigionato e morì poco tempo dopo la sua scarcerazione.
Nel 1594 aveva sposato Margueritte Le Beau, signora di Villarceaux. Suo figlio Anne Mangot (3 settembre 1594 - 10 giugno 1655) fu consigliere del Gran Consiglio (27 settembre 1619), consigliere del Parlamento di Bretagna poi di Parigi (23 febbraio 1623) e infine Maestro delle Richieste (18 marzo 1627).